# Udoka Azubuike
Udoka Azubuike (Lagos, 17 september 1999) is een Nigeriaans basketballer.

## Carrière
Azubuike was 4 seizoenen actief in het collegebasketbal voor de Kansas Jayhakws. Als gevolg van enkele blessures was het wachten tot 2020 vooraleer Azubuike zich kandidaat stelde voor de NBA Draft. Tijdens deze draft werd Azubuike in de eerste ronde als 27e uitgepikt door de Utah Jazz.
Op 23 december 2020 maakte Azubuike zijn debuut in de NBA tijdens de wedstrijd van de Utah Jazz tegen de Portland Trail Blazers. In de zomer van 2021 speelde hij in de NBA Summer League voor de Utah Jazz. Hij speelde nog twee seizoenen voor de Jazz maar kreeg nooit veel speelkansen. In de zomer van 2023 speelde hij in de NBA Summer League voor de Boston Celtics. In 2023 tekende hij bij de Phoenix Suns een two-way contract en speelde er een seizoen. In de zomer van 2024 tekende hij in Montenegro bij KK Budućnost Podgorica.

## Statistieken

### Regulier seizoen
| Seizoen  | Team         | WG | WS | MPW  | 2P%  | 3P% | FW%  | RPW | APW | SPW | BPW | PPW |
| -------- | ------------ | -- | -- | ---- | ---- | --- | ---- | --- | --- | --- | --- | --- |
| 2020/21  | Utah Jazz    | 15 | 0  | 3,8  | 44,4 | —   | 80,0 | 0,9 | 0   | 0,1 | 0,3 | 1,1 |
| 2021/22  | Utah Jazz    | 17 | 6  | 11,5 | 75,5 | —   | 54,5 | 4,2 | 0   | 0,1 | 0,6 | 4,7 |
| 2022/23  | Utah Jazz    | 36 | 4  | 10,0 | 81,9 | —   | 35,0 | 3,3 | 0,3 | 0,2 | 0,4 | 3,5 |
| 2023/24  | Phoenix Suns | 16 | 0  | 7,1  | 69,6 | —   | 23,1 | 2,0 | 0,2 | 0,1 | 0,4 | 2,2 |
| Carrière | Carrière     | 84 | 10 | 8,6  | 75,8 | —   | 44,4 | 2,8 | 0,2 | 0,1 | 0,4 | 3,0 |

### Playoffs
| Seizoen  | Team      | WG | WS | MPW | 2P% | 3P% | FW% | RPW | APW | SPW | BPW | PPW |
| -------- | --------- | -- | -- | --- | --- | --- | --- | --- | --- | --- | --- | --- |
| 2020/21  | Utah Jazz | 1  | 0  | 1,0 | –   | –   | –   | 1,0 | 0   | 0   | 0   | 0   |
| Carrière | Carrière  | 1  | 0  | 1,0 | –   | –   | –   | 1,0 | 0   | 0   | 0   | 0   |